# Hubbardston (Michigan)
Pour les articles homonymes, voir Hubbardston.
Hubbardston est un village des comtés de Ionia et de Clinton, dans l'État du Michigan, aux États-Unis. En 2020, il comptait une population de 369 habitants.

## Démographie
Lors du recensement de 2020, le village comptait une population de 369 habitants.